# Vyeli-Potemuujävri
Vyeli-Potemuujävri är en sjö i kommunen Enare i landskapet Lappland i Finland. Sjön ligger 153 meter över havet. Arean är 42 hektar och strandlinjen är 4,98 kilometer lång. Sjön  ingår i Pasvik älvs huvudavrinningsområde.   Den ligger omkring 290 kilometer norr om Rovaniemi och omkring 980 kilometer norr om Helsingfors. 